# USS Hart (DD-110)
USS Hart (DD-110) là một tàu khu trục thuộc lớp Wickes của Hải quân Hoa Kỳ trong giai đoạn Chiến tranh Thế giới thứ nhất, và sau đó mang ký hiệu lườn DM-8 như một tàu rải mìn hạng nhẹ. Tên của nó được đặt theo Ezekiel Hart và John E. Hart, các sĩ quan Hải quân Hoa Kỳ.

## Thiết kế và chế tạo
Hart được đặt lườn vào ngày 8 tháng 1 năm 1918 tại xưởng tàu của hãng Union Iron Works ở San Francisco, California. Nó được hạ thủy vào ngày 4 tháng 7 năm 1918, được đỡ đầu bởi bà Daniel C. Nutting, và được đưa ra hoạt động vào ngày 26 tháng 5 năm 1919 dưới quyền chỉ huy của Hạm trưởng, Trung tá Hải quân Harold Jones.

## Lịch sử hoạt động
Hart gia nhập lực lượng khu trục và hoạt động ngoài khơi bờ biển California cho đến ngày 17 tháng 7 năm 1920, khi nó được xếp lại lớp như một tàu rải mìn hạng nhẹ với ký hiệu lườn mới DM-8, và được gửi đến Xưởng hải quân Mare Island để lắp đặt các thiết bị rải mìn. Sau khi được cải biển, Hart được phân về chi đội rải mìn của hạm đội Á Châu, và lên đường đi sang quần đảo Philippine vào tháng 11 năm 1920. Nó hoạt động thường lệ tại vùng biển ngoài khơi Philippine và Trung Quốc trong giai đoạn thời bình.
Được lệnh quay trở về San Diego, California để xuất biên chế, Hart khởi hành từ Manila vào ngày 12 tháng 12 năm 1930, và về đến San Diego vào ngày 24 tháng 1 năm 1931. Nó chính thức ngừng hoạt động vào ngày 1 tháng 6 năm 1931; tên nó được cho rút khỏi danh sách Đăng bạ Hải quân vào ngày 11 tháng 11, và xác tàu được bán để tháo dỡ vào ngày 25 tháng 2 năm 1932 nhằm tuân thủ những điều khoản của Hiệp ước Hải quân London về hạn chế vũ trang hải quân.